# La vita di Giulio Reuter
La vita di Giulio Reuter (A Dispatch from Reuters) è un film statunitense del 1940 diretto da William Dieterle.
Il film è incentrato sulla vita del giornalista e imprenditore Paul Julius Reuter, noto per aver fondato l'agenzia di stampa Reuters.